# Kovář Wieland

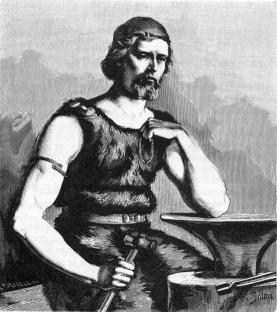
Vǫlund ve Fredrikově Sandersově švédské edice Písňové eddy z roku 1893

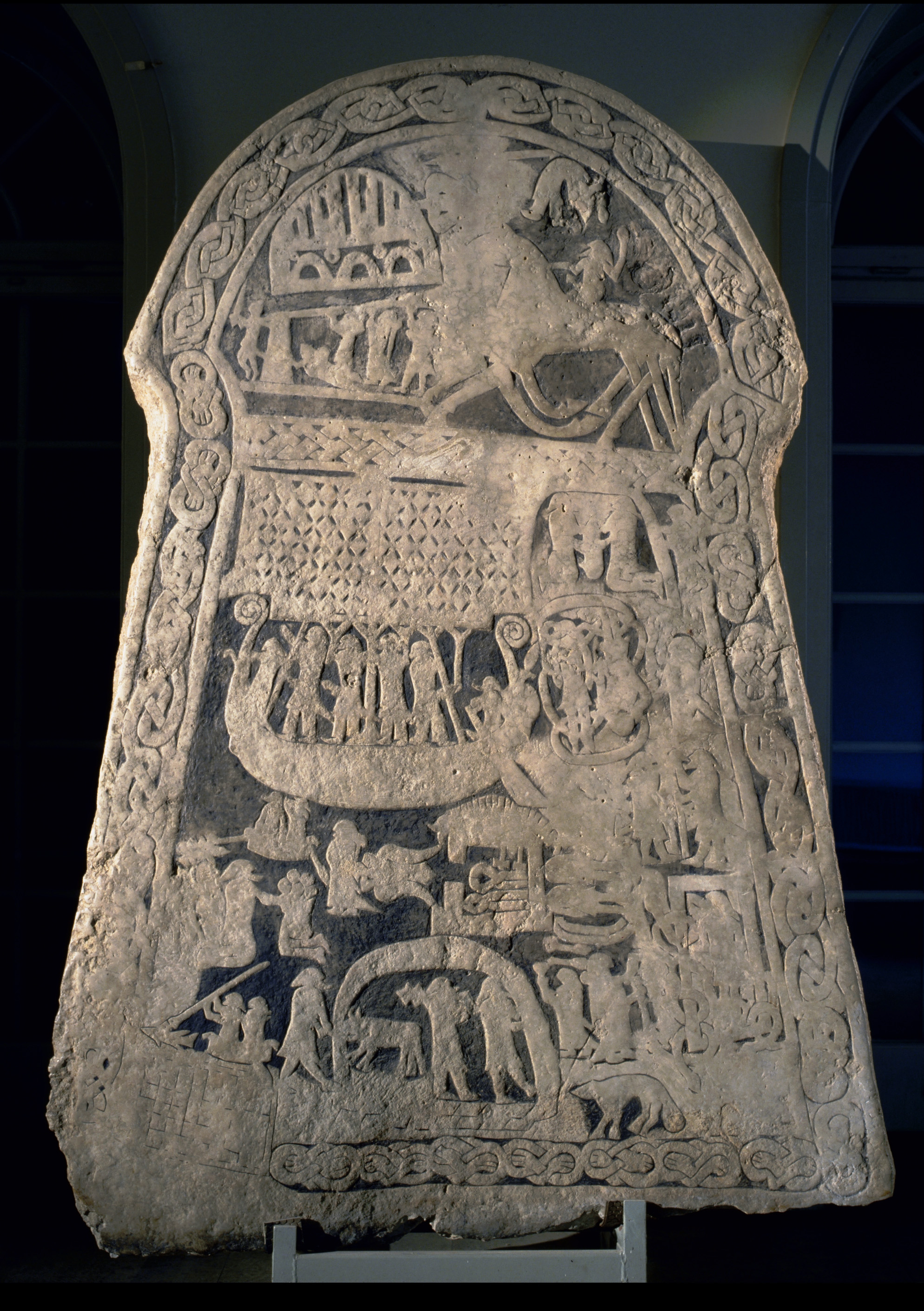
Gotlandský runový kámen vyobrazující Volunda a jeho dílnu

Kovář Wieland je jeden z největších kovářů v germánské mytologii. Jeho severní obdobou je álfr (elf) jménem Volund a jeho anglickou obdobou je potom Wayland. Wieland má vedlejší roli v příbězích Dietricha z Bernu – jeho synem je Wittich, který je jeden z Dietrichových rytířů.

## Wielandovo kovářské umění
Wieland se zaučoval u mistra Mimera, který byl také učitelem bájného Siegfrieda (ve střední němčině Sîvrid). On sám ukoval meč Mimung, který později předal svému synu Wittichovi, který díky němu dokázal vyzvat a porazit Dietricha, jeho budoucího krále. Wieland také svému synovi udělal brnění, které bylo téměř nezničitelné.

## Wielandovi bratři
Wieland měl dva bratry: jeden se jmenoval Eigel, který byl nejlepší ze střelců a potom Slagfidera, který byl nejlepší z doktorů. Jejich otec se jmenoval Wade.

## Spojitosti mezi Wielandem a Vǫlundem
Tyto dvě postavy byly asi původně jednou, jako tomu je u většiny postav germánské mytologie. V tomto případě se shoduje to, že oba mají dva bratry, mají dítě s dcerou krále, který je uvěznil, aby mu vyráběli klenoty. Oba kováři také ukovali jakýsi létající stroj, který je v jejich příbězích zmíněn – pomocí něj Vǫlund dokonce unikne králi Níðuðovi, který ho do té doby věznil.